# شيلا سيلفر
شيلا سيلفر (بالإنجليزية: Sheila Silver)‏ هي ملحنة أمريكية، ولدت في 1946 في سياتل في الولايات المتحدة.

## وصلات خارجية
- شيلا سيلفر على موقع IMDb (الإنجليزية)
- شيلا سيلفر على موقع ميوزك برينز (الإنجليزية)
- شيلا سيلفر على موقع ديسكوغز (الإنجليزية)